# Кустави
Кустави (фин. Kustavi) — община в провинции Варсинайс-Суоми, губерния Западная Финляндия, Финляндия. Общая площадь территории — 769,88 км², из которых 603,45 км² — вода.

## Демография
На 31 января 2011 года в общине Кустави проживают 873 человека: 436 мужчин и 437 женщин.
Финский язык является родным для 96,68 % жителей, шведский — для 1,03 %. Прочие языки являются родными для 2,29 % жителей общины.
Возрастной состав населения:
- до 14 лет — 10,65 %
- от 15 до 64 лет — 60,02 %
- от 65 лет — 29,44 %

Изменение численности населения по годам:
| Год  | Численность |
| ---- | ----------- |
| 1980 | 1285        |
| 1990 | 1150        |
| 2000 | 1008        |
| 2010 | 874         |
| 2011 | 873         |